# الدوري الفنزويلي الممتاز
الدوري الفنزويلي الممتاز (بالإسبانية:Venezuelan Primera División) ، هي مسابقة محلية في فنزويلا، وتشارك فيه 18 فريقاً، وفي حال تم تحقيق النادي لبطولة الدوري الفنزويلي، يؤهل مباشرة لتصفيات كأس ليبرتادوريس ، أسست سنة 1921م.

## وصلات خارجية
- Venezuelan Football Federation (بالإسبانية)
- News in spanish about the First Division of the Venezuelan Football/Soccer
- News and pictures in spanish
- RSSSF
- FuriaVinotinto - Unnofficial Forum (بالإسبانية)